# Mary Kok
Mary Kok-Brann (Hilversum, 23 aprile 1940) è un'ex nuotatrice olandese.

## Carriera

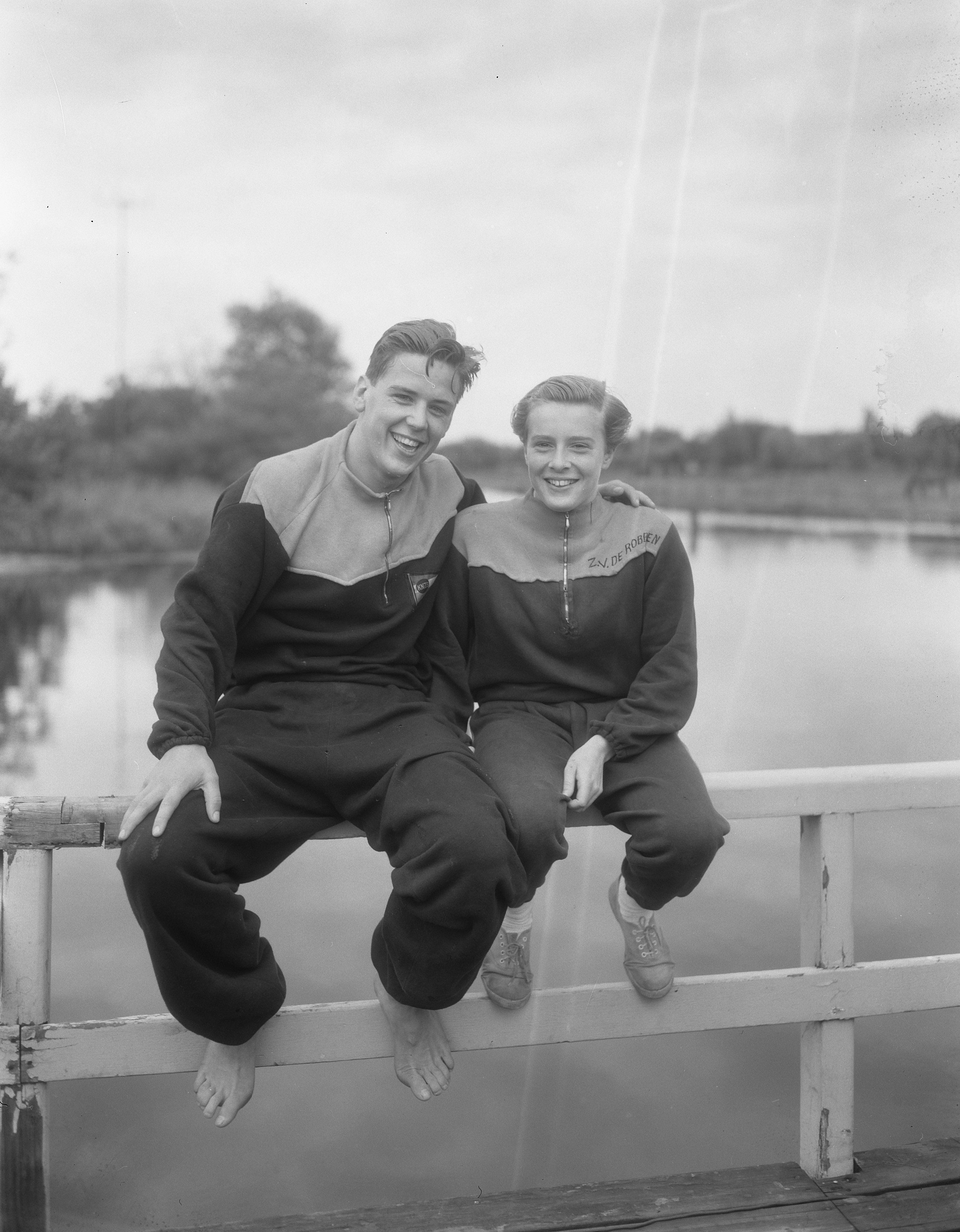
Mary Kok insieme al campione di nuoto Herman Willemse nel 1954

Allenata da Jan Stender, tra i quindici e i diciassette anni, Mary Kok stabilì dieci record del mondo. Nel 1954 batté un record mondiale fatto registrare tre minuti prima dalla connazionale Atie Voorbij.
Nel 1955 fu premiata come sportivo olandese dell'anno. L'anno seguente, Mary Kok era favorita per una medaglia d'oro alle Olimpiadi di Melbourne, per le quali aveva già ottenuto la qualificazione, ma i Paesi Bassi boicottarono la manifestazione come segnale di protesta rispetto all'invasione sovietica dell'Ungheria e a Mary fu così impedito di gareggiare.
Continuò a nuotare e a far registrare diversi primati nazionali e mondiali; stabilì l'ultimo record mondiale nel 1957 sulla distanza degli 800 m stile libero. Dopo il 1958 passò al nuoto di fondo, ottenendo grandi traguardi anche in quel campo: nel 1960 divenne la prima donna olandese ad attraversare il canale della Manica con il tempo di 12 ore e 25 minuti.
Il 28 dicembre del 1962 sposò l'allenatore Kees Oudegeest, con il quale si trasferì in Spagna, svolgendo in seguito l'attività di istruttrice di nuoto.
Pur non avendo mai preso parte alle Olimpiadi né ai campionati europei di nuoto, Mary Kok è ritenuta una delle atlete più importanti nella storia del nuoto olandese: nel 1980 venne inserita nell'International Swimming Hall of Fame.
Nel 2016, Mary Kok fu ricevuta in Ungheria insieme ad una delegazione di sportivi olandesi le cui carriere risentirono del boicottaggio delle Olimpiadi del 1956; furono protagonisti di una cerimonia dedicata a loro, per ringraziarli del sacrificio compiuto sessant'anni prima quando per questioni politiche avevano messo da parte il proprio sogno olimpico. Mary Kok dichiarò commossa: "Sento quasi che la mia medaglia d'oro sia ancora sul fondo di una piscina in Australia e magari ora posso dimenticarlo, per il modo in cui ci hanno trattato qui per tre giorni".